# El Molinot
|  | Aquest article tracta sobre la urbanització del Vallès Occidental. Si cerqueu edifici del municipi de Torrelles de Foix (Alt Penedès), vegeu «Els Molinots». |

El Molinot és una urbanització del Vallès Occidental, a cavall entre els municipis de Viladecavalls i Terrassa, en terreny boscós a la falda de la carena del Molinot, entre el torrent del Llor i la riera de Gaià. S'hi accedeix per un trencall de l'autovia de la Bauma, o carretera C-58 entre Terrassa i Manresa. Hi passa el sender de gran recorregut GR-96 de Barcelona a Montserrat, conegut com el Camí Romeu de Montserrat. La població resident censada el 2007 era de 28 persones al terme de Viladecavalls i un nombre indeterminat a Terrassa, ja que el seu cens municipal no ho indica. Antigament tenia entrada i sortida, avui en dia, l'entrada i la sortida és la mateixa, ja que la riera, ha acabat tallant el camí de sortida/entrada anterior.